# Folkesocialistisk Alternativ
Folkesocialistisk Alternativ er navnet på et dansk politisk parti, der blev dannet i 2008. Det blev stiftet på initiativ af Erik Bach, der tidligere var hovedbestyrelsesmedlem og folketingskandidat for SF. Partiet skulle ifølge stifteren placeres på "den brede motorvej som tegner sig mellem SF og Enhedslisten". Baggrunden for at oprette partiet var utilfredshed med SF's accept af Lissabon-traktaten. 
Folkesocialistisk Alternativs hjemmeside er ikke blevet opdateret siden 2008 og initiativtageren Erik Bach har siden opstillet til Europa-Parlamentsvalgene for Junibevægelse (2009) og Folkebevægelsen (2014).

## Eksterne Links
- Folkesocialistisk Alternativs Hjemmeside Arkiveret 8. februar 2008 hos  Wayback Machine
- Erik Bachs Hjemmeside Arkiveret 21. februar 2008 hos  Wayback Machine